# Paco Cepero
Francisco López-Cepero Garcia, conhecido como Paco Cepero nasceu em 6 de março de 1942 em Jerez de la Frontera (Província de Cádiz). Com 16 anos, fez sua estreia como profissional no Teatro Grand Falla em Cadiz. Paco Cepero é um guitarrista flamenco espanhol.

## Início de carreira
Em 1963 ele chegou em Madrid e começou a trabalhar no Tablao "Los Canasteros" (propriedade de Manolo Caracol). Desde então e até agora ele tem viajado o mundo com seu violão, sozinho ou acompanhando de cantores diversos, como Camarón, El Lebrijano, Tío Borrico, El Terremoto, La Perla de Cadiz, El Sordera, etc.  Além de seu trabalho como guitarrista, sua fama se estende para incluir o seu trabalho como compositor de várias canções de sucesso e com populares cantores como Isabel Pantoja, Julio Iglesias, Lolita e Chiquetete.
Paco Cepero com o Rei Juan Carlos I da Espanha

## Prêmios
Prova de seu talento com a guitarra flamenca são os inúmeros prêmios que ele ganhou ao longo de sua carreira, como:
- Prêmio Nacional de Jerez em 1975
- Prêmio Nacional de Córdoba em 1977
- Castillete de la Unión
- Oro Yunque da cidade de Ceuta
- Melchor de Marchena de Acompanhamento
- Cabal Prata Círculo de Belas Artes em 1999.

## Discografia
Sua discografia como solista compõe:
- "Amuleto" (1977)
- "De pura cepa" (2000)
- "Corazón y bordón" (2004)
- "Abolengo" (2007)